# Neallogaster pekinensis
Neallogaster pekinensis là loài chuồn chuồn trong họ Cordulegastridae. Loài này được McLachlan in Selys mô tả khoa học đầu tiên năm 1886.